# Kanton Saint-Nom-la-Bretèche
Der Kanton Saint-Nom-la-Bretèche war von 1967 bis 2015 ein französischer Wahlkreis im Arrondissement Saint-Germain-en-Laye im Département Yvelines und in der Region Île-de-France; sein Hauptort war Saint-Nom-la-Bretèche.

## Gemeinden
Der Kanton umfasste acht Gemeinden:
| Gemeinde              | Einwohner Jahr | Fläche km² | Bevölkerungsdichte | Postleitzahl | Code INSEE |
| --------------------- | -------------- | ---------- | ------------------ | ------------ | ---------- |
| Bailly                | 3886 (2013)    | –          | – Einw./km²        | 78870        | 78043      |
| Chavenay              | 1855 (2013)    | –          | – Einw./km²        | 78450        | 78152      |
| Feucherolles          | 2792 (2013)    | –          | – Einw./km²        | 78810        | 78233      |
| L’Étang-la-Ville      | 4745 (2013)    | –          | – Einw./km²        | 78620        | 78224      |
| Noisy-le-Roi          | 7684 (2013)    | –          | – Einw./km²        | 78590        | 78455      |
| Rennemoulin           | 113 (2013)     | –          | – Einw./km²        | 78590        | 78518      |
| Saint-Nom-la-Bretèche | 5037 (2013)    | –          | – Einw./km²        | 78860        | 78571      |
| Villepreux            | 9975 (2013)    | –          | – Einw./km²        | 78450        | 78674      |

## Bevölkerungsentwicklung
| 1962 | 1968   | 1975   | 1982   | 1990   | 1999   | 2006   |
| ---- | ------ | ------ | ------ | ------ | ------ | ------ |
| 9704 | 16.036 | 26.768 | 28.498 | 35.202 | 35.561 | 36.528 |